# スピアン・プラプトス

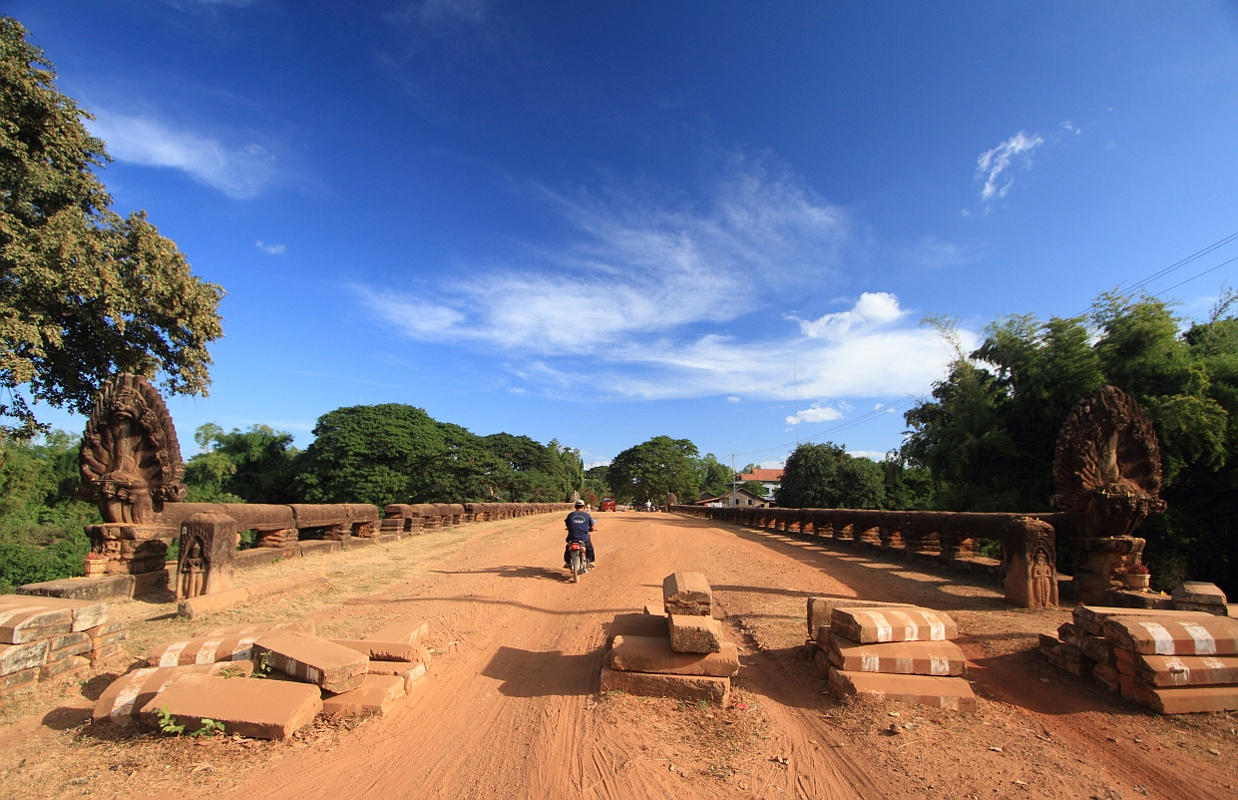
スピアン・プラプトス正面

スピアン・プラプトス（Spean Praptos、プラプトス橋、クメール語: ស្ពានព្រះទិស）は、カンボジアのアンコールからプノン・チソールに至る道にある、コンポン・クデイ (Kompong Kdei) の町に渡るチクレン川に位置する。その場所からコンポン・クデイ橋（英語: Kampong Kdei Bridge、クメール語: ស្ពានកំពង់ក្ដី）とも呼ばれる。スピアン・プラプトスの名は、クメール語で「方向を告げる橋」（スピェン＝プラップ＝トゥッフ）の意である。また、これらの橋が架かる街道は「王の道」とされる。

## 歴史
この橋は12世紀末-13世紀初頭、王ジャヤーヴァルマン7世 （在位1181-1220年）の統治中に建造されたもので、現在に残るいくつかのクメール王朝時代の橋の1つである。
1964年、当時のフランスによる国道6号線の再建に伴い補強修復された。2006年には自動車用のバイパス道路が古道の南側に造られた。

## 構造

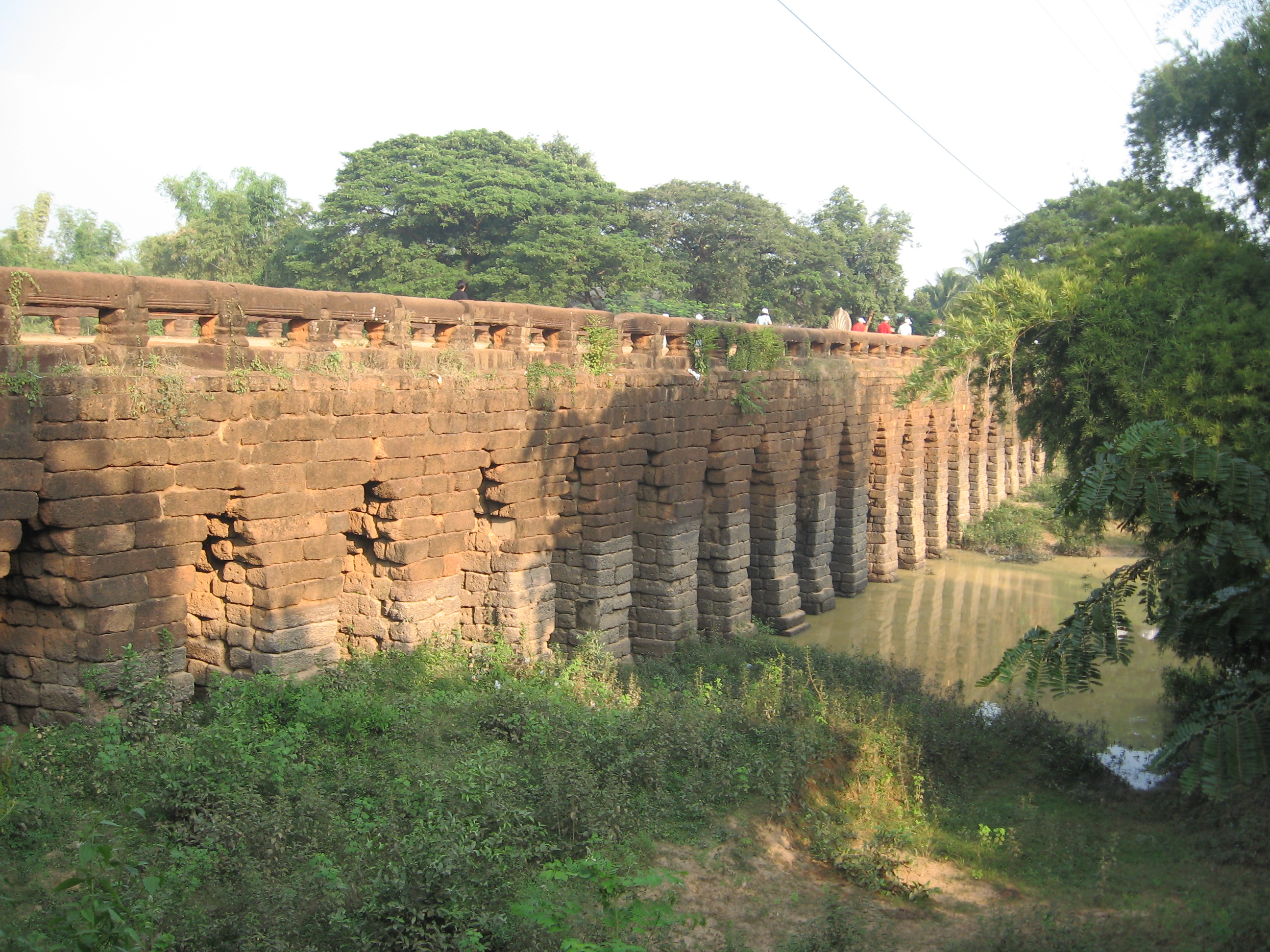
スピアン・プラプトスの橋脚

延長87ｍ、幅17ｍという大規模な持送りアーチ（コーベルアーチ、corbel arch）の石橋であり、高さは約10mで、21の狭いアーチ（迫り出し構造）を備える。橋脚間の開口部の幅は約2m、橋脚の幅は約1.5m。欄干の両側には、それぞれ約2mの大きさの、9つの頭をもつナーガの彫刻がある。
この開口部の狭い構造については、灌漑用の貯水池とされるバライに変わり、ダムとして流れを堰き止めるためという説もある。
同じ構造の橋は、他にもアンコール地域のスピアン・メーマイ (Spean Memai) や、アンコール・トムと東バライの間にあるシェムリアップ川の手前の小道に位置するスピアン・トマ (Spean Thma)、および前王国のいくつかの場所でも認められる。